# Saint-Amancet
Saint-Amancet är en kommun i departementet Tarn i regionen Occitanien i södra Frankrike. Kommunen ligger i kantonen Dourgne som tillhör arrondissementet Castres. År 2022 hade Saint-Amancet 176 invånare.

## Befolkningsutveckling
Antalet invånare i kommunen Saint-Amancet
| Referens: INSEE |